# Автобусні маршрути Згурівської селищної громади
Авто́бусні маршру́ти Згурівсько́ї селищної громади — система пасажирських перевезень автобусами та маршрутними таксі у Згурівській селищній громаді. Усього діє 19 маршрутів, які обслуговують 37 населених пунктів району, сполучаючи їх переважно з центром громади та Києвом.

## Маршрути
Дані подано станом на 7 липня 2014 року
| № з/п | Номер маршруту | Назва маршруту                     | Поселення району, що проїжджає | Перевізник |
| ----- | -------------- | ---------------------------------- | --- | ---------- |
| 1     |                | Київ АС «Дарниця» — Аркадіївка     | Олексіївка — Середівка — Аркадіївка |            |
| 2     |                | Київ АС «Дарниця» — Горбачівка     | Великий Крупіль — Малий Крупіль — Войтове — Усівка — Згурівка — Щасливе — Стара Оржиця — Лизогубова Слобода — Любомирівка — Воскресенське — Горбачівка                           |            |
| 3     |                | Київ АС «Дарниця» — Гречана Гребля | Красне — Згурівка — Щасливе — Стара Оржиця — Лизогубова Слобода — Любомирівка — Вознесенське — Гречана Гребля                                                                    |            |
| 4     |                | Київ АС «Дарниця» — Вознесенське   | Великий Крупіль — Малий Крупіль — Войтове — Усівка — Згурівка — Щасливе — Стара Оржиця — Лизогубова Слобода — Любомирівка — Познесенське                                         |            |
| 5     |                | Київ АС «Дарниця» — Згурівка       | Великий Крупіль — Малий Крупіль — Войтове — Софіївка — Усівка — Згурівка |            |
| 6     |                | Київ АС «Дарниця» — Згурівка       | Красне — Згурівка |            |
| 7     |                | Київ АС «Дарниця» — Згурівка       | Жуківка — Мала Супоївка — Мала Березанка — Вільне — Черевки — Згурівка |            |
| 8     |                | Київ АС «Дарниця» — Згурівка       | Олексіївка — Середівка — Аркадіївка — Згурівка |            |
| 9     |                | Київ АС «Дарниця» — Згурівка       | Великий Крупіль — Малий Крупіль — Войтове — … — Старе — Нова Олександрівка — Вільне — Черевки — Згурівка                                                                         |            |
| 10    |                | Київ АС «Дарниця» — Пилипча        | Великий Крупіль — Малий Крупіль — Войкове — … |            |
| 11    |                | Київ АС «Дарниця» — Середівка      | Великий Крупіль — Малий Крупіль — Войтове — Слфіївка — Усівка — Згурівка — Аркадіївка — Середівка                                                                                |            |
| 12    |                | Київ АС «Дарниця» — Турівка        | Красне — Згурівка — Щасливе — Стара Оржиця — Пасківщина — Турівка |            |
| 13    |                | Київ АС «Дарниця» — Урсалівка      | Великий Крупіль — Малий Крупіль — Войтове — … — Старе — Нова Олександрівка — Вільне — Черевки — Згурівка — Щасливе — Стара Оржиця — Пасківщина — Іллінське — Турівка — Урсалівка |            |
| 14    |                | Переяслав — Згурівка               | Войтове — Усівка — Згурівка |            |
| 15    |                | Яготин — Прилуки                   | Безуглівка — Свобода — Згурівка — Аркадіївка — Середівка — … |            |
| 16    |                | Яготин — Згурівка                  | Свобода — Безуглівка — Шевченкове — Майське — Володимирське — Згурівка |            |
| 17    |                | Яготин — Лизогубова Слобода        | Лизогубова Слобода |            |
| 18    |                | Яготин — Нова Олександрівка        | Безуглівка — Свобода — Згурівка — Черевки — Вільне — Нова Олександрівка |            |
| 19    |                | Яготин — Любомирівка               | Лизогубова Слобода — Любомирівка |            |
| 20    |                | Яготин — Стара Оржиця              | Нова Оржиця — Вишневе — Любомирівка — Лизогубова Слобода — Стара Оржиця |            |